# Марк Керр (аббат)
Марк Керр или Кер (англ. Mark Kerr; около 1510 — 29 августа 1584) — шотландский священник, который стал аббатом Ньюбаттла, а затем присоединился к реформаторам.

## Биография

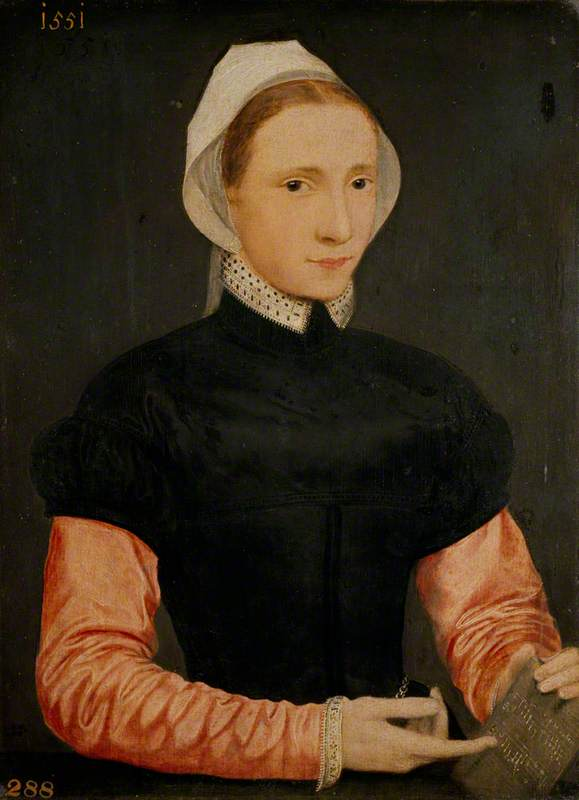
Хелен Лесли, леди Ньюбаттл (ок. 1525—1594), супруга Марка Керра

Второй сын сэра Эндрю Керра из Сессфорда (? — 1526) от Агнес, дочери Роберта Крайтона, 2-го лорда Крайтона из Санкуара. В 1546 году он был назначен настоятелем Ньюбаттла, а после отказа от католицизма в 1560 году продолжал держать бенефицию в качестве коммендатора.
Марк Керр был одним из тех, кто 26 апреля 1560 года подписал в Эдинбурге договор о защите «евангелии Христа». Впоследствии он был представлен как викарий Западного Линтона, Пиблсшир, аббат в монастыре Келсо, и его представление было подтверждено уполномоченными 4 августа 1567 года в противовес представлению, сделанному короной. На заседании парламента в Эдинбурге 15 декабря этого 1567 года он был назначен членом комиссии по расследованию юрисдикции, которая должна относиться к церкви. 20 апреля 1569 года он был назначен чрезвычайным лордом сессии, а также был избран членом тайного совета. По одной из статей «Умиротворения Перта» в феврале 1572—1573 годов. Он был назначен одним из судей для судебного разбирательства «всех попыток, совершенных против воздержания к югу от воды Тай».
После падения регента Мортона в 1578 году Марк Керр был одним из членов чрезвычайного совета из двенадцати, назначенных для продолжения правления от имени короля. Он также был одним из четырех делегатов, направленных 28 сентября, после того как граф Мортон захватил замок Стерлинг, для встречи с делегатами Мортона с целью согласования условий примирения. Получив в 1581 году, после второго падения Мортона, Марк Керр, будучи коммендатором Ньюбаттла, продолжал быть верным сторонником Эсме Стюарта, 1-го герцога Леннокса, фаворита короля Якова VI Стюарта.
14 февраля 1581 года Марк Керр встретился с английским дипломатом Томасом Рэндольфом в Эдинбурге и попросил охранную грамоту, проездной документ, для лорда Сетона, чтобы он поехал в качестве посла при английском дворе. Томас Рэндольф отказался, поскольку политика Сетона ранее не благоприятствовала Англии, и Керр представил его ответ королю.
Эсме Стюарт подарил Марку Керру «буфет» или шкаф, ключевой предмет мебели в домашнем ритуале, для его холла в доме Престонгрэндж, и комната была расписана для него в 1581 году яркими эмблемами и комическими фигурами, скопированными из французской иллюстрированной книги Песни Ричарда Бретона.
15 июля 1581 года Марк Керр был назначен для слушания и отчета по делу сэра Джеймса Бальфура, который пытался восстановить свои гражданские права. После набега на Рутвен Марк Керр вместе с лордом Харриесом был отправлен герцогом Ленноксом с предложениями о примирении теперь доминирующей партии. Предложения были отклонены.
Марк Керр скончался в 1584 году.

## Семья
От его жены, леди Хелен Лесли (ок. 1525 — 28 октября 1594), дочери Джорджа Лесли, 4-го графа Роутса (1484—1558), и его третьей жены Агнес Сомервиль. У супругов было четыре сына и дочь:
- Марк Керр, 1-й граф Лотиан (1553—1609)
- Эндрю Керр из Фентоуна
- Джордж Керр, католический эмиссар, у которого были обнаружены «испанские бланки»
- Уильям Керр, женат на Джанет Джонстон (? — 1608), дочери Джеймса Джонстона из Джонстона
- Кэтрин Керр (? — март 1600), замужем за Уильямом Максвеллом, 5-м лордом Харрисом из Терреглса (ок. 1555—1603).

В Ньюбаттле сохранились портреты Марка Керра и его жены, приписываемые сэру Антонису Мору.